# Incrucipulum virtembergense
Incrucipulum virtembergense är en svampart som först beskrevs av Matheis, och fick sitt nu gällande namn av Baral 1985. Incrucipulum virtembergense ingår i släktet Incrucipulum och familjen Hyaloscyphaceae.   Inga underarter finns listade i Catalogue of Life.